# Alba (Teruel)
Alba (también llamada Alba del Campo) es una localidad y municipio de la provincia de Teruel, en la comunidad autónoma de Aragón, España. Cuenta con 187 habitantes (INE 2024) y tiene una extensión de 69,53 km².

## Geografía
Alba está situada en el centro-este de la península ibérica (España) próxima al río Jiloca. Se encuentra a una altitud de 974 m sobre el nivel del mar.
Se accede al pueblo a través de la carretera N-330. La agricultura y la ganadería son sus recursos más importantes.

## Patrimonio
- El Castillejo[4][5]

## Demografía
Alba cuenta con una población de 187 habitantes (INE 2024).
| Gráfica de evolución demográfica de Alba entre 1842 y 2021                                                          |
| |
| Población de derecho según los censos de población del INE Población de hecho según los censos de población del INE |

## Economía

### Evolución de la deuda viva
El concepto de deuda viva contempla solo las deudas con cajas y bancos relativas a créditos financieros, valores de renta fija y préstamos o créditos transferidos a terceros, excluyéndose, por tanto, la deuda comercial.
Entre los años 2008 a 2014 este ayuntamiento no ha tenido deuda viva.

## Administración y política
| Período   | Alcalde                | Partido |  |
| --------- | ---------------------- | ------- |  |
| 1979-1983 | Rafael Estebanell Grao | UCD     |  |
| 1983-1987 |                        |         |  |
| 1987-1991 |                        |         |  |
| 1991-1995 |                        |         |  |
| 1995-1999 |                        |         |  |
| 1999-2003 |                        |         |  |
| 2003-2007 |                        |         |  |
| 2007-2011 |                        |         |  |
| 2011-2015 | José Herrero Palomar   | PP      |  |
| 2015-     | José Herrero Palomar   | PP      |  |

| Partido político    | Partido político                                   | 2003   | 2007   | 2011   | 2015   |
| Partido político    | Partido político                                   | Ediles | Ediles | Ediles | Ediles |
|                     | Partido Popular de Aragón (PP)                     | 3      | 4      | 4      | 4      |
|                     | Partido Aragonés (PAR)                             | 1      | 1      | 1      | 1      |
|                     | Partido de los Socialistas de Aragón (PSOE-Aragón) | 3      | 2      | 0      | 0      |
|                     | Chunta Aragonesista (CHA)                          | —      | —      | 0      | 0      |
| Total de concelajes | Total de concelajes                                | 7      | 7      | 5      | 5      |